# Podravka
 Ovo je glavno značenje pojma Podravka. Za druga značenja pogledajte ŽRK Podravka Vegeta.
Podravka je hrvatska prehrambena tvrtka sa sjedištem u Koprivnici. Proizvodi dobro poznat proizvod Vegetu, uz tisuće drugih proizvoda iz svog raznovrsnog kataloga.

## Brendovi
Podravkine marke:
- Vegeta i Warzywko - originalni dodaci jelima
- Studena i Studenac - izvorska i mineralna voda
- Eva - riblji proizvodi
- Talianetta - umaci za tjesteninu
- Lagris - riža, tjestenine i grahorice
- Fini-Mini - mini juhe
- Fant -mješavine za pripremu jela
- Belsad - marmelade i džemovi
- Provita - žitarice
- Lino, Čokolino i Čokolešnik - dječja hrana, kremni namazi i žitarice
- Dolcela - slastice
- Lero - sirupi
- Kviki - grickalice
- Žito - pekarski proizvodi, zamrznuti proizvodi
- Zlato polje - riža i tjestenina
- Maestro - začini, mono začini, mješavine za pripremu jela
- Natura - bio proizvodi
- 1001 cvet - čajevi
- Gorenjka - čokolade, kolači
- Šumi - bomboni
- Belupo - farmaceutski proizvodi
- Coolinarika.com - kulinarska internet destinacija.

Podravka je poznata i po ukiseljenom povrću, juhama te ajvaru.

## Povijest
Braća Marijan i Matija Wolf osnovali su tvrtku za preradu i prodaju voća 1934.,  poslije Drugog svjetskog rata 1947., tvrtka je nacionalizirana i dobila je današnje ime Podravka. Nakon rata počinje se širiti proizvodnja:
- 1949. Podravka je počela proizvoditi pekmez
- 1952. na tržište su pušteni novi proizvodi: bivša tvornica voća Podravka sada je počela proizvoditi slatkiše, senf, ketchup, voćne rakije i konzervirano meso
- 1957. započeta proizvodnja instant-juha
- 1958. godine razvojni tim na čelu s profesoricom Zlatom Bartl izumili su Vegetu
- 1959. u prodaju je puštena Vegeta
- 1967. Podravka je ostvarila prvu suradnju s međunarodnim tvrtkama i prvi put izvezla Vegetu Mađarskoj i Sovjetskom Savezu
- 1972. Podravka je započela proizvodnju lijekova u Ludbregu osnivanjem podružnice Belupo
- 1981. otvara se nova tvornica lijekova u Danici
- 1982. Podravka osniva Muzej prehrane[4]

Nakon što je Hrvatska stekla neovisnost 1991. godine, Podravka je privatizirana 1993. godine i pretvorena u dioničko društvo. Prodaja Podravkinih dionica na Zagrebačkoj burzi započela je 1998. godine. Sa zaradom od 130 milijuna eura na burzi, izgrađene su tri nove tvornice.
- 2000. godine otvoreni su novi Vegetini proizvodni pogoni u Koprivnici i Poljskoj. Iste godine Podravka je preuzela isključivu prodaju proizvoda Barilla u Poljskoj, a godinu dana poslije ekskluzivnu prodaju za Kraš u Mađarskoj. U čast Zlate Bartl, odgovorne za razvoj Vegete 1959., tvrtka je osnovala Zakladu Zlata Bartl 2001.
- 2002. godine.Podravka je preuzela Ital-Ice i češku tvrtku Lagris.  Iste godine Podravka je potpisala ugovore o partnerstvu s Nestleom, Heinzom i Unileverom  te je pretvorila farmaceutsku podružnicu Belupo u dioničko društvo.
- 2003. godine Podravka je otvorila novu tvornicu u industrijskoj zoni Danica. Tri godine poslije preuzela je marku EVA.
- 2007. godine Podravka je kupila tvrtke Warzywko i Perfekt u Poljskoj te Lero i Fant u Hrvatskoj. Iste godine bečka burza uvrstila je Podravku u CROX-Indeks. Podravka je potpisala ugovor o korištenju imena s Paramount Picturesom 2008. Iste godine preuzela je marke Čokolešnik i Čoko.
- 2009. godine tvrtka se suočila s korupcijom i financijskim skandalom koji je doveo do uhićenja nekoliko članova odbora. Razlog je bilo korištenje 35 milijuna eura iz tvrtkinih sredstava radi pokušaja preuzimanja kontrole nad tvrtkom preko nezakonitih transakcija. Iste godine preuzet je Belsad i otvoren novi logistički centar u Dugopolju.
- 2010. godine Podravkini proizvodi prvi su put proizvedeni u Sjedinjenim Američkim Državama.
- 2012. godine Zvonimir Mršić postao je Podravkin predsjednik Uprave, a Dubravko Štimac izabran je za predsjednika nadzornog odbora.
- 2013. godine tvrtka je otvorila Centar za inovacije u hrani u suradnji s Institutom Ruđer Bošković. Iste je godine Podravka potpisala ugovor s hrvatskim proizvođačem alkoholnih pića Badel1862 d.d. za ekskluzivnu distribuciju Badelovih proizvoda u Sloveniji.
- 2014. godine Podravka je preuzela tvornicu za preradu ribe Mirna, a 2015. stekla je 51,55% većinskog udjela u slovenskoj prehrambenoj tvrtki Žito.

## Tržište i proizvodni kapaciteti
Podravka je danas jedna od najvećih prehrambenih tvrtki u jugoistočnoj Europi. Pristunost na tržištu osobito je jaka Hrvatskoj kao susjednim zemljama. Isto tako tržište je rašireno diljem svijeta, i postoje proizvodni kapaciteti u zemljama Afrike, Australiji, zemljama srednje i istočne Europe, Rusiji, SAD-u, Kanadi, na Bliskom Istoku i u Kini.

## Pokroviteljstva
Podravka je dugogodišnji pokrovitelj koprivničkog ženskog rukometnog kluba RK Podravka i koprivničkog muškog nogometnog kluba NK Slaven Belupo.

## Udruga branitelja, invalida i udovica Domovinskog rata djelatnika Podravke
Udruga branitelja, invalida i udovica Domovinskog rata (UBIUDR) Podravke okuplja oko 1300 članova. Udruga dodjeljuje nekoliko književnih nagrada te organizira književne, filmske i glazbene manifestacije:
- književno-publicistička nagrada za najbolju knjigu na temu Domovinskog rata, nagrada "Bili smo prvi kad je trebalo"
- književna nagrada nagrada Zvonimir Golob
- glazbena nagrada nagrada Domagoj
- književni festival, Festival neobjavljene ljubavne poezije Zvonimir Golob
- glazbeni festival, Festival hrvatske šansone Zvonimir Golob
- filmski festival, Festival ratnog igranog filma Koprivnica
- glazbeni festival, Festival Od srca srcu

## Vanjske poveznice
- Podravka - službene stranice
- UBIUDR Podravka  Arhivirana inačica izvorne stranice od 21. srpnja 2011. (Wayback Machine)
- Podravka d. d. Hrvatska tehnička enciklopedija, portal hrvatske tehničke baštine. LZMK

- Muzej prehrane Podravka Hrvatska tehnička enciklopedija, portal hrvatske tehničke baštine. LZMK